# Heinrich Isaac

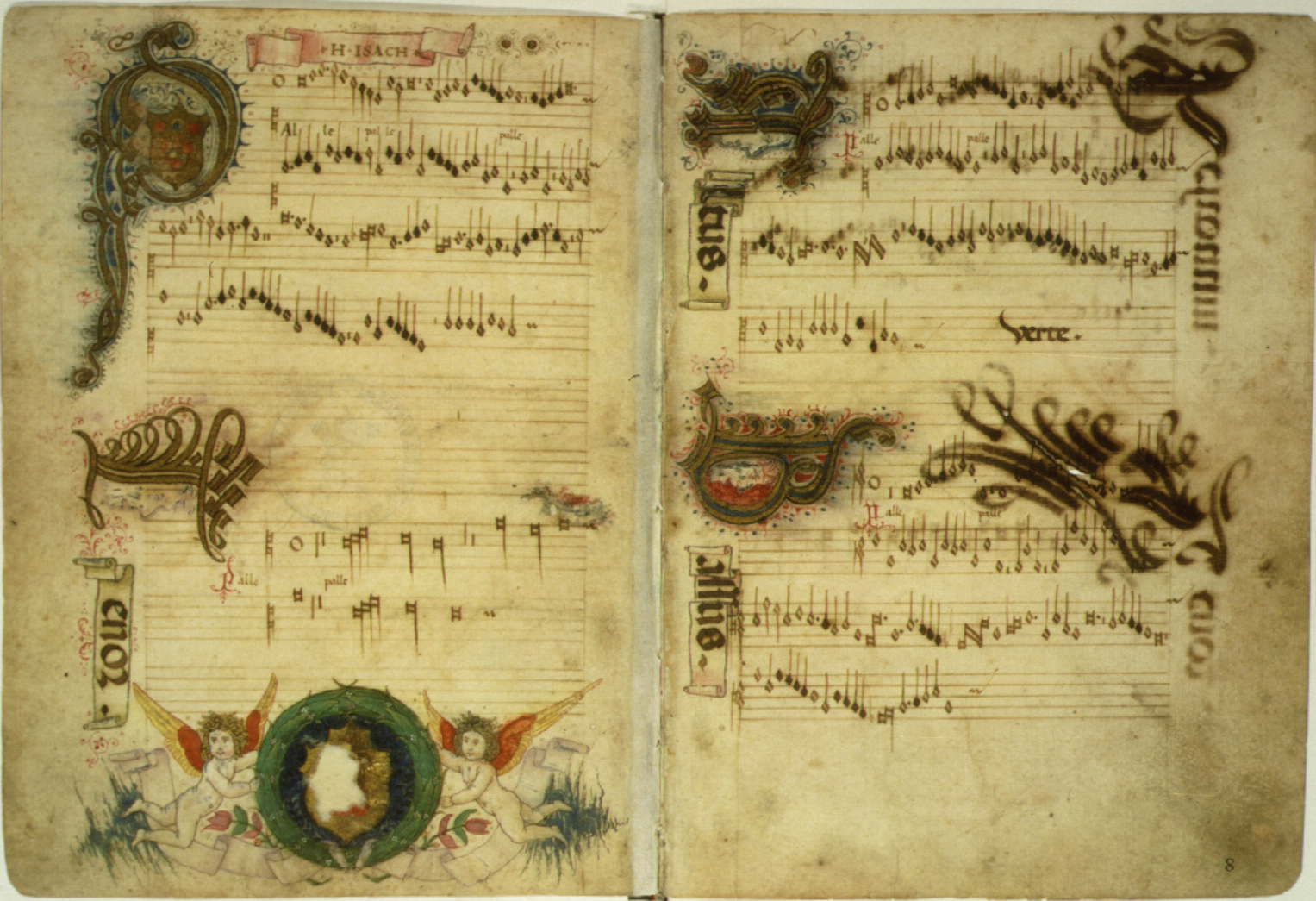
Początek motetu Isaaca Palle, palle (ok. 1480)

Heinrich Isaac, znany jako Arrigo il Tedesco, także Ysaac, Ysaak, Henricus, Arrigo d'Ugo (ur. między 1450 a 1455 we Flandrii lub Brabancji, zm. 26 marca 1517 we Florencji)  – flamandzki kompozytor epoki renesansu. Znany z ogromnego wpływu na rozwój muzyki w Niemczech.
Pochodził z Flandrii (urodził się prawdopodobnie w Brabancji), lecz większość życia spędził w Italii. Służył m.in. na dworze Medyceuszów we Florencji i w katedrze Santa Maria del Fiore pracując dla Wawrzyńca Wspaniałego. Od 3 kwietnia 1497 roku do śmierci był pierwszym kompozytorem na dworze cesarza Maksymiliana I w Wiedniu .
Był kompozytorem bardzo płodnym. Porównując Isaaca do Josquina, książę Ferrary powiedział „lepiej radzi sobie z kolegami i szybciej pisze nowe utwory”. Heinrich Isaac pozostawił po sobie m.in. około 50 cyklów ordinarium i prawie 100 cyklów propriów.